# Франтішек Пелцнер
Франтішек Пелцнер (чеськ. František Pelcner; 4 вересня 1909, Прага — 16 березня 1985) — чеський футболіст. Відомий виступами, зокрема, у складі «Спарти» (Прага) і національної збірної Чехословаччини.

## Життєпис
Зіграв 3 матчі за збірну Чехословаччини і забив у них 3 голи (всі три проти Польщі, але в двох різних матчах). Дворазовий чемпіон Чехословаччини в 1932 і 1936 роках в складі празької «Спарти». В складі цього клубу провів 99 матчів чемпіонату і забив у них 40 голів. Крім «Спарти», де він грав з 1932 по 1937 рік, був також футболістом клубів «Лібень» і «Чехія Карлін».

## Титули і досягнення
- Чемпіон Чехословаччини (2):

«Спарта» (Прага): 1932, 1936
- Срібний призер чемпіонату Чехословаччини (4):

«Спарта» (Прага): 1933, 1934, 1935, 1937
- Володар Середньочеського кубка (1):

«Спарта» (Прага): 1934
- Фіналіст Середньочеського кубка (2):

«Спарта» (Прага): 1932, 1933